# Palazzo Pessina

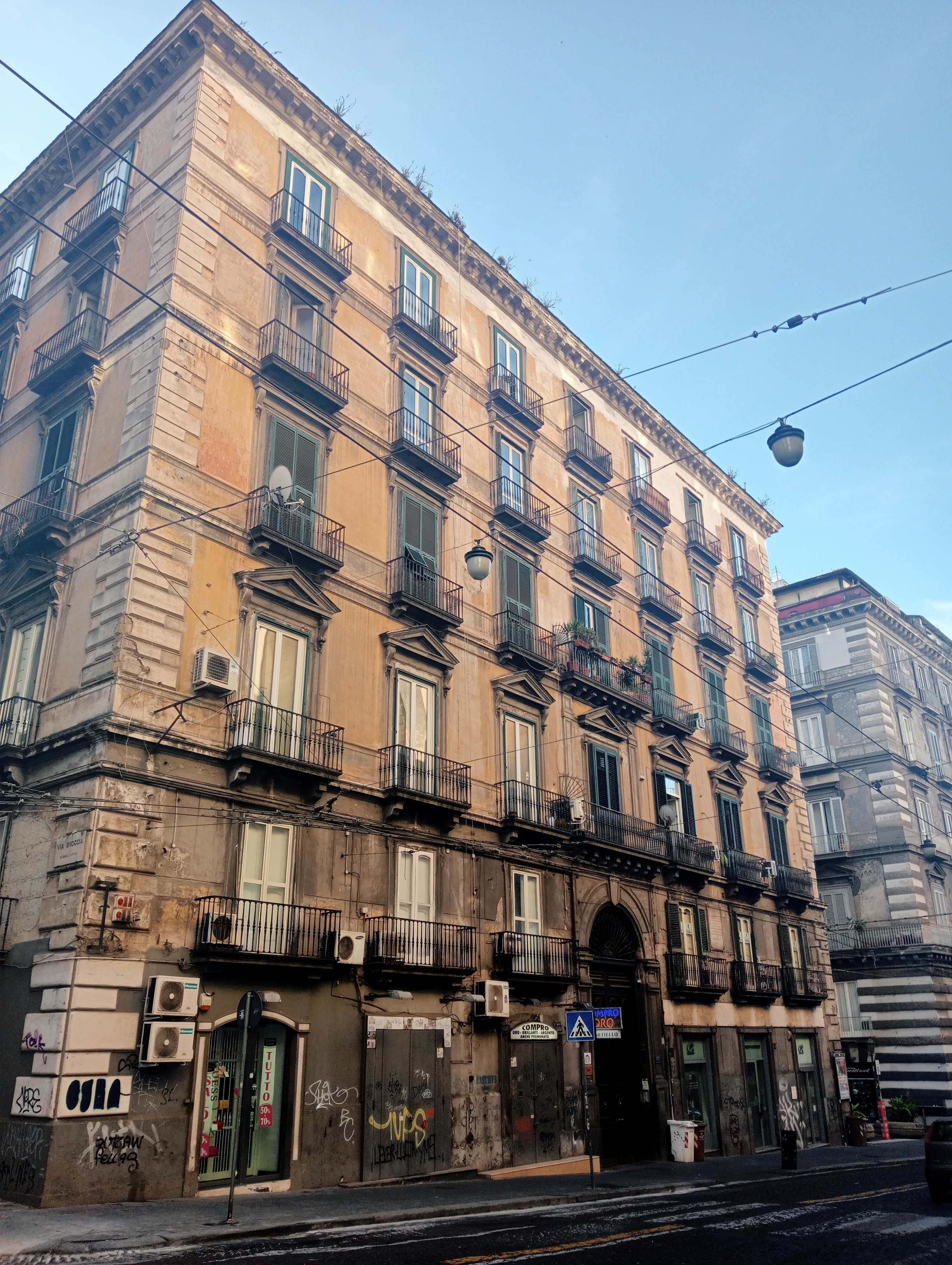
Palazzo Pessina in Neapel

Der Palazzo Pessina ist ein Palast aus den 1870er-Jahren im Viertel San Lorenzo in Neapel in der italienischen Region Kampanien. Er liegt an der Via Enrico Pessina, 66.

## Geschichte und Beschreibung
Der Palast entstand in den 1870er-Jahren, als die Architekten Nicola Breglia und Giovanni de Novellis das Projekt des Abrisses der Fosse di Grano (dt.: Getriedegräben) und deren Ersatz durch die Galleria Principe di Napoli und die Paläste an der Ostseite der heutigen Via Enrico Pessina zum Abschluss brachten.
Er zeigt sich als massives Gebäude mit rechteckigem Grundriss im Stile des Klassizismus, das von Anfang an in eine Vielzahl von Wohnungen aufgeteilt war, die von Familien des gehobenen Bürgertums bewohnt wurden. Der Palast hat fünf Stockwerke, deren erstes Obergeschoss sich von den anderen Stockwerken durch die dreieckigen Tympana über den Fenstern unterscheidet. An der Rückwand des Innenhofes befindet sich die Treppe, die zu den Privatwohnungen führt. In einer Wohnung des ersten Obergeschosses gibt es einige bemerkenswerte Decken, die mit Fresken aus der Zeit der Entstehung des Palastes versehen sind.
Eine Marmortafel an der Fassade bezeugt, dass hier der bekannte Journalist und Senator Enrico Pessina (1828–1916) bis zu seinem Tod lebte; nach ihm wurden Palast und Straße benannt.